# Comuna de Żukowo
Żukowo (polaco: Gmina Żukowo) é uma gminy (comuna) na Polónia, na voivodia de Pomerânia e no condado de Kartuski. A sede do condado é a cidade de Żukowo.
De acordo com os censos de 2004, a comuna tem 24 288 habitantes, com uma densidade 148,1 hab/km².

## Área
Estende-se por uma área de 163,95 km², incluindo:
- área agricola: 69%
- área florestal: 21%

## Demografia
Dados de 30 de Junho 2004:
|                      | Total   | Total | Mulheres | Mulheres | Homens  | Homens |
| -------------------- | ------- | ----- | -------- | -------- | ------- | ------ |
|                      | pessoas | %     | pessoas  | %        | pessoas | %      |
| População            | 24 288  | 100   | 12 153   | 50       | 12 135  | 50     |
| Densidade (pop./km²) | 148,1   | 100   | 74,1     | 74,1     | 74      | 74     |

De acordo com dados de 2005, o rendimento médio per capita ascendia a 1810,20 zł.

## Comunas vizinhas
- Gdańsk, Gdynia, Kartuzy, Kolbudy, Przodkowo, Przywidz, Somonino, Szemud